# Sorga (Bad Liebenstein)
Sorga ist ein Ortsteil  der Stadt Bad Liebenstein im Wartburgkreis in Thüringen.

## Lage
Sorga befindet sich südwestlich von Bad Liebenstein an der Kreisstraße 88 Richtung Meimers  unweit von Barchfeld im Tal der Werra. Die geographische Höhe des Ortes beträgt 300 m ü. NN.

## Geschichte
Sorga wurde erstmals 1160 urkundlich im Hennebergischen Urkundenbuch I 12 erwähnt.
Heute befindet sich in Sorga ein Reiterhof sowie eine Jungrinderanlage der Agrargenossenschaft Werratal.